# Zale umbripennis
Zale umbripennis là một loài bướm đêm trong họ Erebidae.